# Ledicia Costas Álvarez
Ledicia Costas Álvarez (Vigo, Pontevedra, 19 de setembre de 1979) és una escriptora gallega que escriu en gallec. Premi Nacional de Literatura Infantil i Juvenil per l'obra "Escarlatina, a cociñeira defunta".

## Biografia
Va començar molt jove al món de la literatura i en la vida, escrivint les seves primeres novel·les en plena adolescència. Des de fa diversos anys es dedica en exclusiva a la creació literària.
En 2015 va obtenir el Premi Nacional de Literatura Infantil i Juvenil per Escarlatina, a cociñeira defunta obra en la qual fa gala de la tradició gallega de la mort, amb gran sentit de l'humor.
A vegades, es confon el seu nom, segons ella mateixa conta, amb “Escarlatina Costas”. Això és erroni, ja que és una mescla del seu cognom amb el títol d'un dels seus llibres. És una de les coordinadores de la revista digital Criaturas, dedicada a la literatura infantil i juvenil de Galícia.

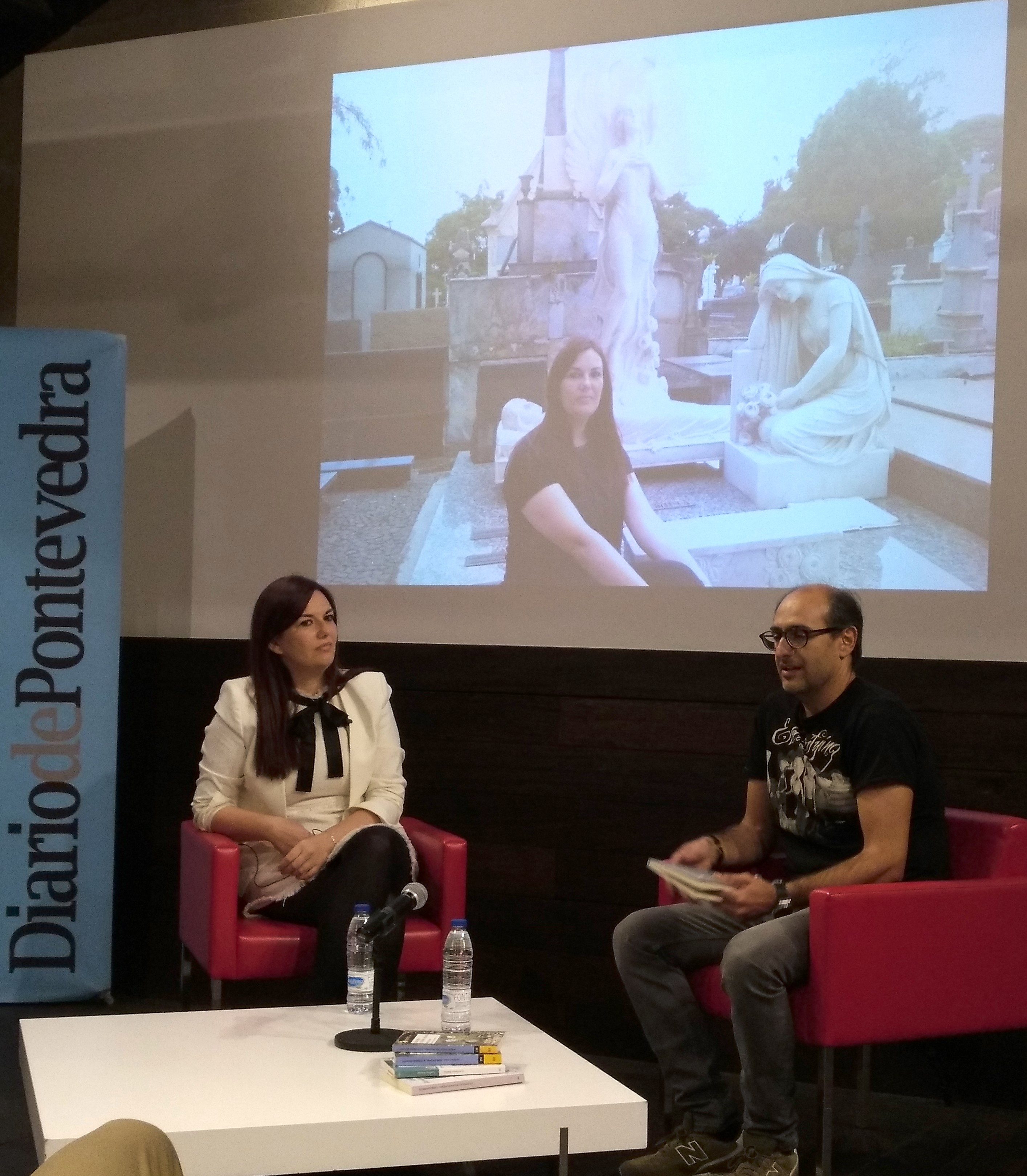
Ledicia Costas conversant amb Ramón Rozas la nit de Samhain de 2017 a Pontevedra

## Obres

### Literatura infanto-juvenil
- Unha estrela no vento, 2000, Xerais, narrativa.
- O corazón de Xúpiter, 2012, Xerais, narrativa.
- Xardín de inverno, 2012, Everest Galicia, poesía.
- Recinto Gris, 2014, Xerais, narrativa.
- Escarlatina, A cociñeira defunta, 2014, Xerais, narrativa.
- Inmundicia e Roñoso, 2015, Tambre, narrativa.
- Esmeraldina, a pequena defunta, 2016, Xerais, narrativa.
- As peripecias de Estravaganzza Pérez, 2016, Xerais, narrativa.
- Jules Verne e a vida secreta das mulleres planta, 2016, Xerais, narrativa.
- A señorita Bubble, 2017, Xerais, narrativa.
- Os arquivos secretos de Escarlatina, 2017, Xerais, narrativa.
- A balada dos unicornios, 2018, Xerais, narrativa.[5]

### Narrativa
- Un animal chamado néboa, 2015, Xerais.

### Obres col·lectives
- Narradoras, 2000, Xerais, narrativa.
- Isto é un poema e hai xente detrás, 2007, Espiral Maior.
- Premios de Poesía, Relato Curto e Tradución da Universidade de Vigo, 2007, Xerais.
- Letras novas, 2008, Asociación de Escritores en Lingua Galega.
- Pel con pel, 2010, Galaxia.
- Premios de Poesía, Relato Curto e Tradución da Universidade de Vigo, 2010, Xerais.
- Urbano. Homenaxe a Urbano Lugrís, 2011, A Nave das Ideas.
- Certame de narración breve Modesto R. Figueiredo Premios Pedrón de Ouro 2010 e 2011, 2012, Editorial Toxosoutos.
- O libro dos Reis Magos, 2012, Editorial Galaxia e Xunta de Galicia.
- Versus cianuro. Poemas contra a mina de ouro de Corcoesto, 2013, A. C. Caldeirón.
- Xabarín 18, 2013, EEI Monte da Guía/Concello de Vigo/Galaxia.
- 150 Cantares para Rosalía de Castro, 2015, libro electrónico.
- 6 poemas 6. Homenaxe a Federico García Lorca, 2015, Biblos Clube de Lectores. Poesía.

#### Obres ambPere Tobaruela Martínez
Signen llurs publicacions com Pereledi.
- Desaparición, 2011, Everest Galicia. Publicada també en català en 2011, a editorial Cadí.
- Mortos de Ningures, 2011, Everest Galicia.
- Letras de xeo, 2012, Everest Galicia.
- Ouro Negro, 2013, Everest Galicia.

## Premis
- Guanyadora del Premi de Poesia de l'Ajuntament de Marín en 2005.
- 1r Premi de poesia Universitat de Vigo en 2007.
- 1r Premi de relat de la Universitat de Vigo en 2010.
- Accésit en el Premi Modesto R. Figueiredo do 2011
- Premi Ánxel Casal de l'Associació Gallega d'Editors al millor llibre infantil i juvenil de 2012, per O corazón de Xúpiter.
- Accésit en el Premi Miguel González Garcés de 2012, per Setí.
- Premi AELG a la millor obra de literatura infanto-juvenil de 2012, per O corazón de Xúpiter.
- XXIX edició del Premi Merlín de Literatura Infantil de 2014 per Escarlatina a cociñeira defunta.
- Premi Fervenzas Literarias al millor llibre de literatura infantil de 2014, per Escarlatina. A cociñeira defunta
- Premi Xosé Neira Vilas de l'Associació Galega d'Editors al millor llibre infantil i juvenil de 2014, per Escarlatina, A cociñeira defunta.
- Premi Nacional de Literatura infantil i juvenil d'Espanya en 2015, per Escarlatina, a cociñeira defunta.
- Premi Lazarillo de Creació Literària en 2015, per Jules Verne e a vida secreta das mulleres planta.
- Premi Fervenzas Literarias a l'autora de l'any 2015.
- Premi Antón Losada Diéguez de Creació literària en 2016, per Un animal chamado néboa.
- Premi dels Clubs de Lectura de Galícia de 2016.Jules Verne e a vida secreta das mulleres planta.
- Llista White Ravens per "Verne i la vida secreta de les dones planta"
- Viguesa distingida en 2018[6]